# Circuit de Phillip Island
El circuit de Phillip Island (oficialment, en anglès, Phillip Island Grand Prix Circuit) és un circuit de curses situat al municipi de Ventnor, a l'illa de Phillip Island de l'estat de Victòria (Austràlia). Inaugurat el 1952, des del 1988 és la seu del Gran Premi d'Austràlia de motociclisme. La pista té una longitud de 4,448  km
Juntament amb el circuit del Bend Motorsport Park d'Austràlia Meridional, el de Phillip Island és un dels dos únics d'Austràlia amb llicència de categoria A de la FIM (la màxima possible, que permet allotjar Grans Premis de motociclisme). A banda, té una llicència de grau 3 de la FIA.

## Història

### El primer circuit (1928-1940)

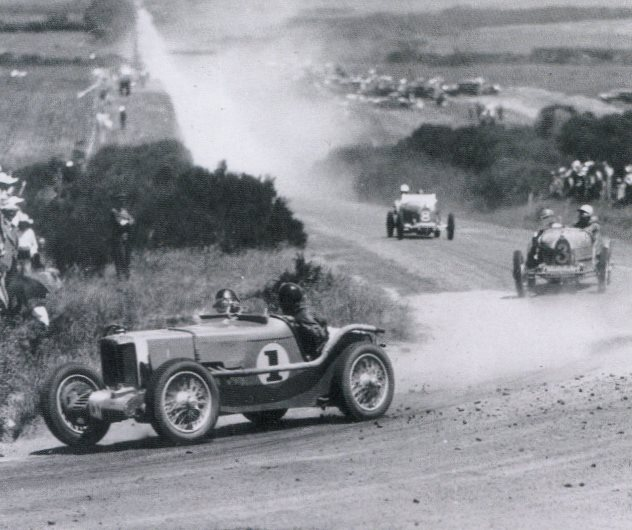
Una cursa a Phillip Island ca. 1935

A Phillip Island s'hi van començar a celebrar curses d'automobilisme i motociclisme el 1928, quan s'hi organitzà per primer cop la 100 Miles Road Race, una cursa de 100 milles per carretera que es va conèixer popularment com a "Gran Premi d'Austràlia". La cursa es disputava en un rectangle d'alta velocitat a través de carreteres públiques locals tancades al públic per a l'ocasió, amb quatre revolts a la dreta similars. La longitud del recorregut variava segons la cursa (el traçat per als cotxes era d'aproximadament 9,7 km per volta, mentre que per a les motos era d'uns 16 km). El circuit va ser la seu d'aquell primigeni Gran Premi d'Austràlia fins al 1935, quan es va emprar per última vegada el 6 de maig en ocasió de les curses del Dia del Jubileu. Aquell mateix any, es va crear un nou circuit triangular de 5,330 km que feia servir la recta de boxs del traçat rectangular original i el 5 de novembre es va estrenar com a part de la Copa Australiana de Pilots.
L'última cursa d'automobilisme celebrada al circuit urbà es va córrer el primer de novembre de 1938 (el mateix dia en què se celebra la famosa cursa hípica Melbourne Cup) i la de motociclisme, el 30 de gener de 1940.

### El circuit de Gran Premi

#### Primera etapa (1952–1962)
El 1951, un grup de sis empresaris locals van decidir de construir una nova pista. Tot i estar situada a uns 2 km de distància del circuit original, encara conservava els cartells amb els noms del revolts del circuit anterior. Com que el terreny disponible es trobava a la vora de la costa, el circuit es caracteritzà pels seus pendents pronunciats -el més alt fa 57 metres-, els quals van provocar sobrecostos i endarreriments en la fase de construcció.
El nou circuit es va inaugurar el 1952 i el 1960 s'hi va celebrar la primera cursa de cotxes de producció, l'anomenada "Armstrong 500". L'edició de 1962 d'aquesta cursa va provocar danys importants a la pista i, atès que els propietaris no van poder finançar-ne les reparacions, el circuit es va tancar i l'Armstrong 500 es va traslladar al circuit Mount Panorama de Bathurst, a Nova Gal·les del Sud, on va esdevenir l'actual Bathurst 1000.

#### Segona etapa (1967–1978)
El circuit es va reobrir a l'octubre de 1967 per tal d'acollir la cursa de resistència "Phillip Island 500", una prova que va ser puntuable per al Campionat d'Austràlia de Fabricants de 1971 a 1977 i per al Campionat d'Austràlia de Turismes (ATCC) els any 1976 i 1977. Una vegada més, a causa del seu difícil terreny, el circuit va requerir un manteniment important i el seu ús va anar minvant lentament durant la dècada del 1970, fins que el 1978 va tancar definitivament. Mentre estava tancat, els seus propietaris van fer servir els camps de l'equipament per a conrear-hi i finalment, el 1985 es va vendre en espera de reobertura, tot i que no ho es va arribar a inaugurar fins al 1988, un cop signat un contracte de lloguer de llarga duració i reconstrucció.
Durant l'època que el circuit es va malmetre i es va acabar tancant, un dels principals problemes per als propietaris era que el pont que unia l'illa amb el continent no permetia el pas dels vehicles pesants que calien per a reasfaltar regularment el circuit. Això implicava que la superfície de betum de la pista era de mescla freda i es trencava fàcilment sota els efectes de les curses, en comptes de la mescla calenta estàndard que hauria permès una superfície més duradora. No fou fins a mitjan dècada del 1980 que es va reconstruir el pont i es va possibilitar així l'accés de la maquinària i material necessaris per a la repavimentació.

#### A partir de 1988

##### Motociclisme

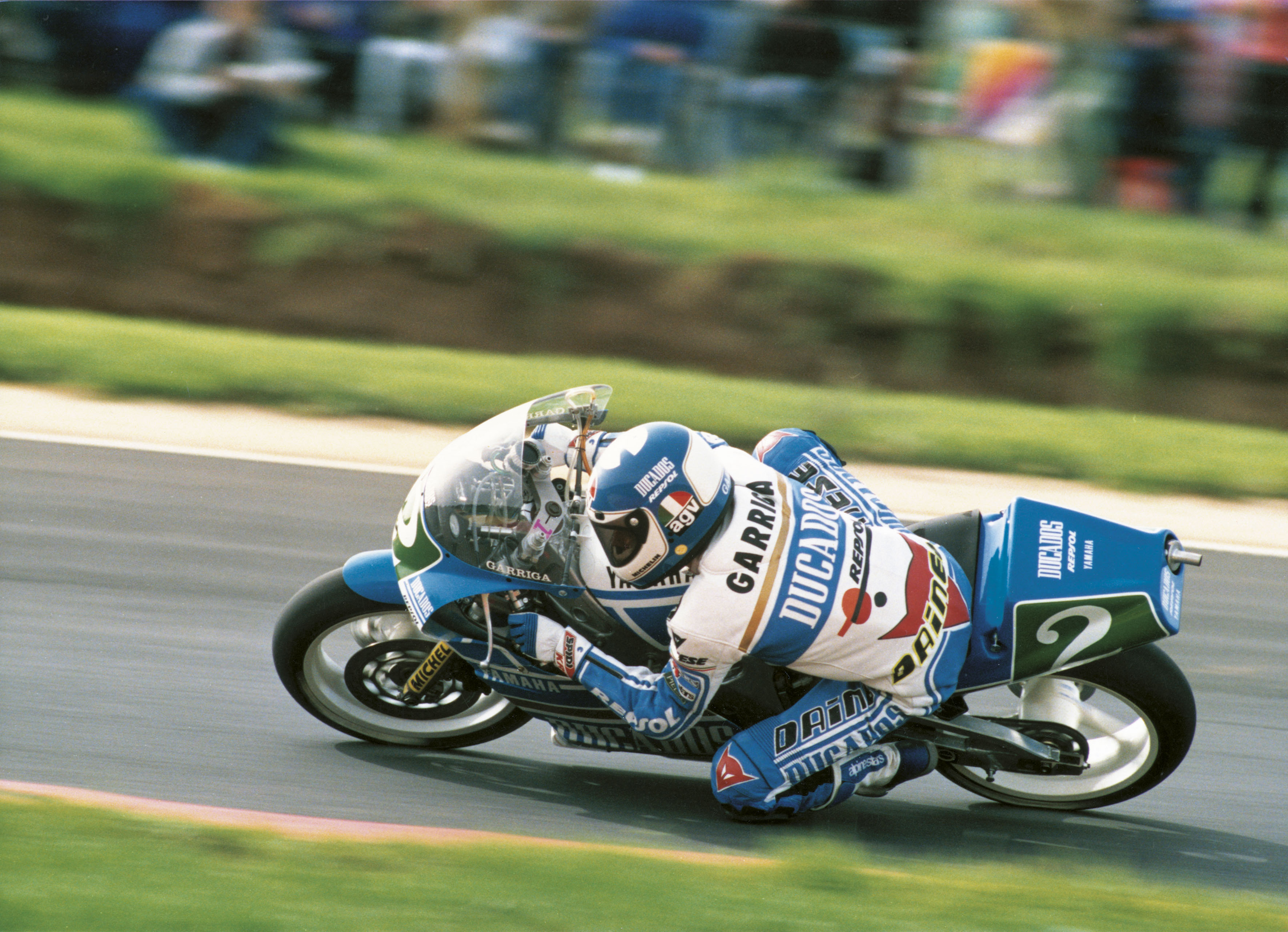
Joan Garriga a Phillip Island durant el I GP d'Austràlia (1989)

El circuit, renovat i amb una longitud reduïda a 4,448 km, es va reobrir el 4 de desembre de 1988 per a acollir la ronda final del campionat de motociclisme Swann Insurance International.

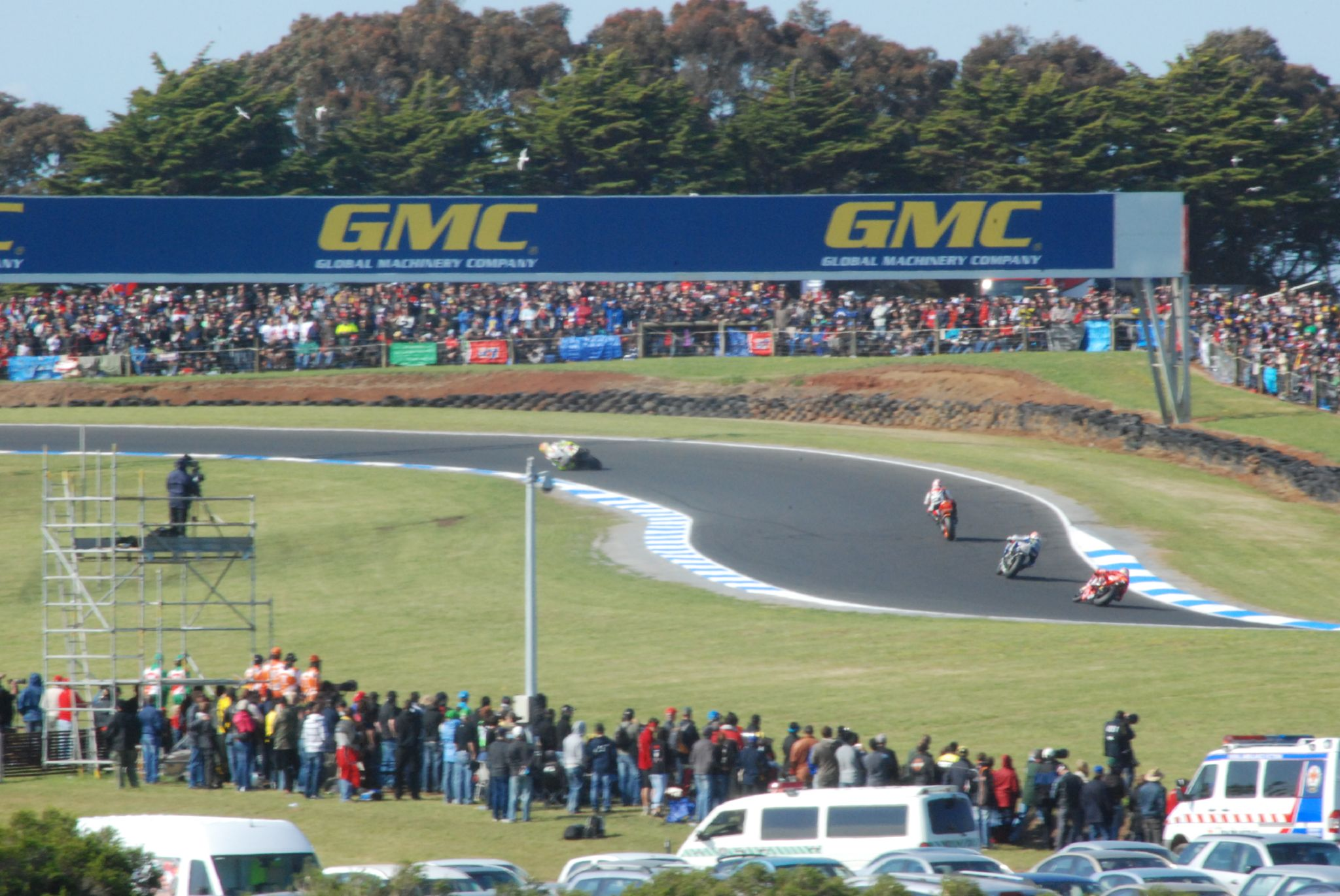
Una cursa del GP del

El 1989, Phillip Island va acollir el primer Gran Premi d'Austràlia de la història del mundial de motociclisme. Les curses de 125cc i 250cc les van guanyar dos catalans (Àlex Crivillé i Sito Pons respectivament), mentre que a la de 500cc s'hi va poder veure un emocionant duel entre els favorits locals Wayne Gardner i Kevin Magee amb Wayne Rainey i Christian Sarron. El guanyador en fou Gardner, aleshores el campió del món vigent, que repetí l'èxit a l'illa l'any següent. A partir de 1991, el Gran Premi es traslladà a Eastern Creek, Sydney, on va romandre fins que el 1997 va tornar definitivament a Phillip Island.
El Gran Premi d'Austràlia de motociclisme ha estat sempre un esdeveniment fet més aviat amb esperit promotor que no pas un benefici en si mateix. El contracte amb els organitzadors del mundial es va prorrogar fins al 2026.
El 1990, Phillip Island va acollir la seva primera ronda del Campionat del Món de Superbike, prenent el relleu de l'Oran Park Raceway de Sydney com a ronda australiana del campionat. Els pilots locals Peter Goddard i Rob Phillis van guanyar les dues curses de la que era la dotzena ronda de la temporada. La ronda australiana del mundial de Superbike continua celebrant-se anualment a Phillip Island des d'aleshores.

##### Automobilisme
El 1990, l'ATCC va tornar al circuit per primera vegada des de 1977, aquesta vegada com a ronda de tipus sprint del Campionat de Supercars. Dick Johnson va guanyar la cursa amb el seu Ford Sierra RS500. L'esdeveniment no es va tornar a celebrar fins al 1993, de nou en format Sprint, i s'hi va repetir anualment fins al 2003, aleshores ja sota el nom de V8 Supercars. Després que el 2007 no acollís aquesta cursa, Phillip Island va acollir la "Gran Final" d'aquest campionat del 2005 al 2007.
Del 2008 al 2011, Phillip Island va tornar a acollir una cursa de 500 km, la Phillip Island 500, coneguda per motius de patrocini com a L&H 500. La cursa va substituir la Sandown 500 de Sandown com a cursa anual de 500 km de la Supercars V8. A partir del 2012, Phillip Island va tornar a acollir una ronda Sprint del campionat, la qual es coneix actualment com a Phillip Island Super Sprint.

## Traçat

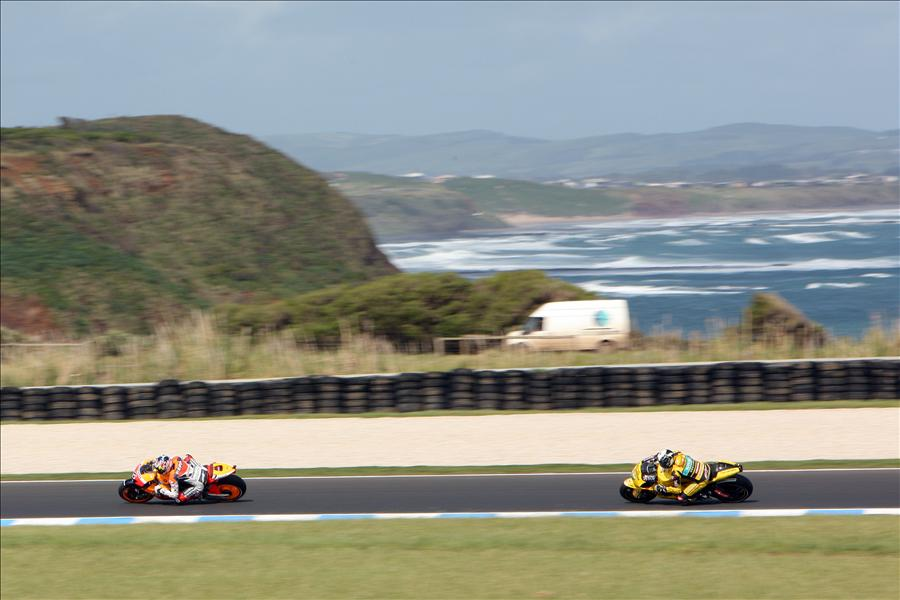
La pista vora el mar al GP del

Phillip Island és un circuit espectacular. Situat sobre un terreny ondulat a la vora d'un penya-segat, està format per una successió contínua de revolts ràpids i amplis, trencats només per dues forquilles, on es poden admirar avançaments molt agosarats. L'única recta a destacar, la de boxs, fa baixada i s'hi poden assolir velocitats punta elevades. Els diferents trams propers al mar són característics i molt apreciats pels fotògrafs d'arreu del món.
Cal destacar la presència constant de gavines a la pista, que sovint representen un risc d'impacte per als pilots.